# Abuelidad
Abuelidad es un concepto acuñado por la médica psiquiatra y psicoanalista argentina Paulina Redler en 1980 para denominar a la relación y función de los abuelos con respecto a los nietos, y los efectos psicológicos del vínculo.[cita requerida]

El término se asocia con su equivalente paternidad, para describir el vínculo y función del padre con sus hijos y maternidad, para describir el vínculo y función de la madre con sus hijos. 
En la Argentina, la Asociación de Abuelas de Plaza de Mayo, una organización de abuelas dedicada a buscar y recuperar a sus nietos y nietas (hoy adultos) secuestrados y privados de su identidad cuando eran bebés, por la última dictadura militar (1976-1983), desarrollaron un método científico para establecer un índice de abuelidad, en el caso de que los padres falten.

## Origen de la noción de abuelidad
La noción de abuelidad y principalmente, la precisión del vínculo y la importancia social de las relaciones entre abuelos y nietos, es un fenómeno relativamente reciente, ligado al desarrollo de la gerontología y los derechos de los ancianos, así como al fenómeno de alargamiento de la vida humana y de la noción de tercera edad.[cita requerida]

A los fines de definir el término en español, la Dra. Redler, introductora del mismo, consultó en 1981, con la Academia Argentina de Letras, sobre la posibilidad de utilizar "abuelidad" o "abuelitud", considerándose más adecuada la primera.[cita requerida]

## Función
La Dra. Gloria Ferrero ha señalado que el rol de la abuelidad se vincula con "la función de la transmisión del conocimiento generacional, del pasado, los orígenes", a la vez que, al mantener una relación con los nietos menos tensada por las relaciones de autoridad que estos mantienen con sus padres, los abuelos están en mejores condiciones de "escuchar, comprender y sostener a sus nietos en ocasiones que sus padres no pueden hacerlo..." Juegan de este modo un papel esencial en el proceso de "transmisión intergeneracional", proceso ligado estrechamente al de la construcción de la identidad.

## Psicología del envejecimiento
La Dra. Redler ha destacado y analizado la importante significación psicológica de la abuelidad, definiéndola como una fase del desarrollo de un individuo, caracterizado por el efecto que en su organización psíquica resulta de "tener un nieto y ser y amarse a través de los nietos". El momento, habitualmente coincide con una etapa de la trayectoria de vida en la que se producen importantes pérdidas (viudez, jubilación, enfermedades, etc.) que obligan a una reorganización psíquica y relacional. De este modo, la abuelidad se conforma como una oportunidad para ello.
Redler, analiza la abuelidad a partir de sus aspectos narcisistas y edípicos. En el primer aspecto, el nieto es una expresión de inmortalidad, a la vez que una evidencia no dolorosa de la muerte inevitable. Desde el aspecto edípico, la abuelidad permite resignificar la relación padre-hijo, a partir de la menor ansiedad y mayor distancia que existe en el vínculo. Kernberg, ha dicho que nietos y abuelos se entienden porque tienen un enemigo común. Pero al mismo tiempo, la abuelidad lleva a una identificación profunda con el hijo.

## Índice de abuelidad
Cuando en 1983, en Argentina, se convocó a elecciones luego de que la dictadura militar colapsara debido a la derrota en la Guerra de las Malvinas, la Asociación Abuelas de Plaza de Mayo comenzaron a consultar con científicos de todo el mundo con el fin de elaborar un procedimiento científico capaz de probar judicialmente un vínculo biológico entre abuelos y nietos, en ausencia de sus padres. En esa búsqueda se relacionaron con la genetista estadounidense Mary-Claire King, quien elaboró el primer índice de abuelidad.

## Síndrome de la abuela esclava
La relación abuelos-nietos es una de las más hermosas, gratificantes y fructíferas experiencias humanas. Pero en ocasiones, con el paso de los años, los abuelos tienen que seguir asumiendo responsabilidades y cargas familiares muy superiores a lo que sus capacidades física y mental pueden soportar. Llegado el momento los varones son más directos al proclamar su incapacidad para asumir cargas excesivas, pero por el contrario algunas mujeres, con excesivo sentido de la responsabilidad y el pudor, se obstinan en negar y ocultar su propio agotamiento y se empecinan en seguir haciendo más de lo que pueden, para no molestar o defraudar a sus propios hijos, que delegan en ellas demasiadas cargas familiares. El sobreesfuerzo prolongado puede provocar o agravar diversas enfermedades, que no curarán adecuadamente hasta que sus propios hijos sean consecuentes y liberen a la abuela de su “voluntaria esclavitud”. Esta situación se conoce desde 2001 como “síndrome de la abuela esclava”.

## Influencia de los abuelos sobre la conducta familiar y social de los nietos
Pese a que el rol familiar de los abuelos ha recibido muy poca atención hasta hace muy poco tiempo, hay un amplio consenso sobre la importantísima influencia que los abuelos tienen en la educación de los nietos incluso cuando estos ya son adultos. Cabe destacar entre los elementos beneficiosos que los abuelos tienen para los nietos el de ser un guía y consejero, el trasmitir conocimientos y valores o el dar un sentido de patrimonio familiar y estabilidad. Los abuelos proporcionan una ayuda crucial a todos los niveles: económico, emocional…de cuidado. Saben escuchar a sus nietos y estos les escuchan a ellos en cuestiones relevantes.
Algunos estudios surgieren que: (1) los abuelos reconocieron la importancia de involucrarse en la socialización de los nietos como apoyo a los padres y la necesidad de adaptarse a los cambios sociales; (2) destacaron su papel significativo en la transmisión de valores tradicionales, los cuales percibían que están en decadencia en comparación con el hedonismo y la autodirección, y la combinación de calidez e implicación como la mejor vía para ayudar a los nietos a interiorizar los valores, (3) percibían que la interacción con los nietos les ayuda a sentirse activos y útiles, aumenta su propósito de vida y les da una segunda oportunidad de disfrutar de aspectos que no pudieron con sus propios hijos; y (4) algunos abuelos también acusaron carga ante el exceso de horas de cuidado y conflictos intergeneracionales asociados a ambigüedad de rol y falta de límites. Estos resultados muestran la importancia de desarrollar políticas familiares que reconozcan el papel socializador de los abuelos. Además, se deben desarrollar intervenciones que promuevan estrategias que permitan a los abuelos desempeñar su papel con más éxito y hacer frente a posibles conflictos familiares.
La mayor importancia dada por los abuelos a los valores interpersonales y los de capacidad y conocimiento respalda la idea de que los abuelos enfatizan los valores que mejoran el bienestar de los nietos, reflejando la importancia de los abuelos como agentes de socialización.